# Fernando Jurado Noboa
Pablo Fernando Rodrigo Jurado Noboa (Quito, 12 de octubre de 1949) es un médico, psiquiatra, historiador, genealogista y ensayista ecuatoriano. Es Miembro de Número de la Academia Nacional de Historia del Ecuador, cronista oficial de la ciudad de Ambato y Presidente Vitalicio y fundador de la Sociedad de Amigos de la Genealogía del Ecuador

## Biografía
Nació en Quito, el 12 de octubre de 1949, en un inmueble ubicado en las calles México y Caracas, en el tradicional barrio de San Juan. Hijo de Ernesto Jurado Martínez y de Inés Noboa Castillo, ambos quiteños, fue bautizado en la iglesia de El Belén el 21 de enero de 1950 con los nombres de Pablo Fernando Rodrigo.
Huérfano de padre a tempana edad.
Desde los 6 años, contó con la ayuda de su padrastro, Augusto Paz Proaño, socialista afiliado al velasquismo, quién lo encaminó en sus primeras lecturas históricas, que empezaron a perfilarse a los siete años. Aquellos años de escolaridad fueron de bastante estrechez económica. En 1959, de poco más de 9 años, ganó su primer concurso histórico y publicó su primer artículo "Prisión y muerte de Eugenio Espejo".
Entre 1964 y 1967 ganó en dos ocasiones concursos intercolegiales de oratoria: el Certamen sobre Derechos Humanos y en Concurso de Oratoria organizado por el Proyecto de las Américas. En 1966. Se le declaró Mejor Egresado de la promoción de biólogos.
En 1974 y en plena dictadura, cuando los militares anunciaron haber encontrado los restos de los próceres, sostuvo con ellos una polémica por la prensa y la TV. Ya utilizaba el sistema de fichas para la ordenación de datos y aunque todavía no está perfeccionado, completado y cruzado, posee actualmente sobre el millón de fichas con más de 16 millones de datos, siendo el archivo privado más importante del país.
De 1967 a 1975, cursó medicina en la Universidad Central del Ecuador. Fue miembro de la Asociación Escuela de Medicina.
En el segundo año, cortó sus investigaciones históricas por completo, pues le tocaba el curso de anatomía y empezaron sus prácticas en el Hospital del Seguro Social, las que se prolongaron hasta su graduación.
En 1969 llegó a ser miembro de Junta de Facultad y del Consejo Directivo de Medicina.
En 1970, empezó a colaborar con la revista Museo Histórico, que dirigía Hugo Moncayo. En 1971, publicó sus investigaciones en el Boletín de la Academia Nacional de Historia, a la par que tenía correspondencia con especialistas de dentro y fuera del país. En 1970 y luego en 1973, viajó a Colombia a investigar. En 1972, estuvo en Perú, ampliando sus conocimientos históricos y genealógicos. En 1973, ingresó a la Academia Nacional de Historia de Ecuador siendo por entonces, el más joven académico del país.
En 1974, fue representante de su facultad al Congreso Internacional de pediatría, en Quito. El 1975, empezó a revisar los archivos de protocolos de Quito y se graduó de médico con sobresaliente, siendo el segundo mejor egresado de esa promoción.
De 1975 a 1976, hizo su medicatura rural en la parroquia Guasuntos del cantón Alausí. La población, con tres  capas sociales bien diferenciadas y con inclementes conflictos entre ellas, le hizo profundizar en los temas sociológicos de formación de clases sociales.
Luego de recorrer Francia, Suiza, Austria e Italia, realizó investigaciones en Madrid y sobre todo en Andalucía. A fines de 1976, con una recomendación del padre José Reig Satorres para la Universidad de Navarra, en Pamplona, fue recibido allí para posgradista en psiquiatría, sin paga y por un año, pero luego de seis meses lo designaron miembro del equipo que iba a estudiar la liquidación del primer hospital Psiquiátrico en España con métodos ingleses. Jurado rediseñó el programa abreviándole y consecuencia de esa práctica fue el libro La asistencia psiquiátrica en Navarra, del que fue coautor. Ese mismo año, investigó en el norte de la Península.
En 1978 fue Jefe de planta de psiquiatría y el 11 de agosto de este año, contrajo matrimonio en con Elena Piqueras Esparza, oriunda de Melilla. Con la asistencia de ella, complementó investigaciones en pueblos de Navarra y posteriormente en Andalucía, buscando el origen documentado de los españoles que habían formado Ecuador.
Fue también profesor de pregrado y de posgrado, así como de psicología del turismo en el Instituto Español de Turismo. En 1979, fue nuevamente Jefe de Planta y también de Residentes.
En diciembre de 1975, junto con don José Freile Larrea y sus hijos Juan y Carlos Freile Granizo, fundó el Centro Nacional de Investigaciones Genealógicas y Antropológicas, Ceniga. En 1981, como director de dicho grupo, publicó las tres primeras revistas de la sociedad y organizó con ayuda del historiador y cronista guayaquileño Rodolfo Pérez Pimentel el Primer Congreso Ecuatoriano de Genealogía, que fracasó.
En enero de 1980 abrió una consulta en Ambato, empezando a colaborar en el diario El Heraldo de esa ciudad, con crónicas médicas e históricas.
En marzo, ganó el cargo de psiquiatra investigador del Instituto de Criminología en Quito y fundó la columna de Salud Mental, tanto en la prensa de Ambato cuanto en la revista Desde el Surco. 
En 1981, y con la ayuda de los estudiantes, realizó las primeras investigaciones sobre consumo de marihuana en Quito y sobre alcoholismo de fin de semana.
En su labor como psiquiatra cabe que se destaquen:
1. ) Introducción de nuevos medicametos, como la clozapina, y el diagnóstico de nuevas enfermedades en el país, como el borderline y la anorexia psíquica.
2. ) Primera clasificación del alcoholismo en Ecuador.
3. ) Revisión de la psiquis durante 23 años en más de 4.000 penados y la demostración de que el mayor diagnóstico de ellos no es psicopatía, sino la personalidad madura.
4. ) Difusión de los conceptos de enfermedad mental a través de prensa y revistas.
5. ) Primer trabajo sobre consumo de psicotrópicos.
6. ) Autoría de la sección psiquiátrica en el banco de preguntas para exámenes en el Colegio Médico de Pichincha.[cita requerida]

### Sociedad Amigos de la Genealogía
En 1983 renunció al Ceniga para, días más tarde y en unión de Alfredo Costales Samaniego y de Enrique Muñoz Larrea, fundar la Sociedad de Amigos de la Genealogía. Publicó tres revistas de la nueva sociedad. En marzo publicó su clásica obra Las coyas y pallas del Tahuantinsuyo, en tiraje de cinco mil ejemplares, que se agotó de inmediato. Oswaldo Viteri lo ayudó en la concepción artística y filosófica sobre el mestizaje y Xerox del Ecuador la volvió a editar varias veces. En ese mismo año, el Municipio de Ambato lo designó Cronista Oficial de la Ciudad, al haber publicado, en la prensa ambateña, los siguientes tres de sus libros: Temas de la historia de Ambato, Crónicas de la ambateñía y Diccionario biográfico del Tungurahua. Renunció dos años más tarde por no aceptar las relaciones de dependencia con las autoridades.
En 1984, ingresó a la Academia de Historia de la Medicina con su obra "Los Médicos y la Medicina durante la independencia", fue integrante del Comité organizador del Congreso Internacional de Criminología que se desarrolló en Quito, empezó a distribuirse su obra: "Los descendientes de Benalcázar en la formación social ecuatoriana" en ocho tomos y  se relacionó con historiadores de Colombia, a quienes desprejuició con relación a la genealogía y consecuencia de aquello fue la creación del Cegas en Pasto en 1985 y la celebración a finales de ese año del primer Congreso Internacional de Genealogía.
En 1986, fue el organizador del III Congreso Internacional de Genealogía que se realizó en Quito con representantes de cinco países. Tiene cientos de títulos publicados tanto en historia como en medicina, es colaborador de la Revista de la Universidad de Guayaquil, de Pregón de Medellín, del Boletín de la Academia Nacional de Historia, de la Revista de la Sociedad Amigos de la Genealogía, SAG, de Actualidades Médicas, siendo miembro de su Comité Asesor. De "Mensajero", de la "Revista del Instituto de Criminología", del "Boletín de Informaciones de Diners" y de la "Revista Cultura" que edita el Banco Central.

## Matrimonio y descendencia
Contrajo matrimonio el 11 de agosto de 1978, con Elena Piqueras Esparza, nacida en Melilla, Málaga, procreando tres hijos: Simón, Sebastián y Juan Jurado Piqueras.

## Obra
- Las Coyas y Pallas del Tahuantinsuyo, 1983.
- Los Argüello en el Ecuador. 450 años de historia, 1984.
- Los Porras y los Garcés en el Ecuador, 1984.
- Los Cornejo en la historia política del Ecuador, 1985.
- Los descendientes de Benalcázar en la formación social ecuatoriana, ocho tomos, 1985-1990.
- Los Noboa de la Sierra, 1985.
- Los Vásconez en el Ecuador, 1986.
- Los Larrea: burocracia, tenencia de la tierra, poder político, crisis, retorno al poder y papel en la cultura, 1986.
- Los Ribadeneira antes y después de Colón, tres tomos, 1987.
- Plazas y plazuelas de Quito, Banco Central del Ecuador, 1989, ISBN 9978-72-128-2.
- Calles de Quito, Banco Central del Ecuador, 1989, ISBN 9978-72-127-4.
- Un vasco-aragonés y su descendencia en el Ecuadror: Los Chiriboga, 1989.
- La migración internacional a Quito entre 1534 y 1934, 1989.
- ¿De dónde venimos los quiteños?, 1990.
- Esclavitud en la costa pacífica, 1990.
- Sancho Hacho. Orígenes de la formación mestiza ecuatoriana, 1990.
- El chulla quiteño, 1991.
- Contribución de la SAG a la cultura ecuatoriana, compilador, 1991.
- Los Mancheno en el Ecuador. 270 años de historia, 1992.
- Jurado Noboa, Fernando y Miguel Puga. 1992. El proceso de blanqueamiento en el Ecuador: de los Puento a los Egas. Quito: Colección Medio Milenio. Vol. 3. Offsett Impresores.
- Los secretos del poder socio-económico: el caso Dávalos.
- Casa del Quito viejo, 1992.
- Los Donoso en el Ecuador. 1660-1992, 1993.
- Las noches de los libertadores, dos tomos, ediciones Iadap, 1993, ISBN 9978-60-007-8.
- Los españoles que vinieron, 1993.
- El proceso de blanqueamiento en el Ecuador. De los Puento a los Egas, 1992.
- Historia social de Esmeraldas. Indios, negros, mulatos, españoles y zambos del siglo XVI al XX, volumen 1, 1995.
- Las mujeres que Montalvo amó, 1995.
- Las quiteñas, Dinediciones, 1995, ISBN 9978-954-14-7.
- Los pendejos en Quito y sus alrededores, 1534-1980, 1996.
- Los Corral en el Ecuador, 1996.
- Quito: una ciudad de casta taurina, 1996.
- La Ronda: nido de cantores y poetas, Libresa ediciones, 1996, ISBN 9978-80-365-3.
- Historia social de la provincia de Bolívar, cuatro tomos, 1996-2001.
- Las Peñas: historia de una identidad casi perdida, 1997.
- Un soldado de Bolívar en Ambato (Los Holguín), 1998.
- Quito secreto, 1999.
- Alfaro y su tiempo, 1999.
- Las gentes del corregimiento: lo rural, 2001.
- Los Paz en el Ecuador y en el sur de Colombia, 2001.
- La familia Villagómez, 2002.
- Los Albornoz, 2002.
- Diccionario histórico genealógico de apellidos y familias de origen quechua, aymara y araucano (Ecuador), edición Temístocles Hernández, Quito, junio de 2002, ISBN 9978-42-407-5.
- Los Veintimilla en la Sierra centro norte del Ecuador y en Lima, 2003.
- El Quito que se fue. 1850-1912, coautor, 2004, ISBN 9978-43-349-X.
- Calles, casas y gente del Centro Histórico de Quito. Protagonistas y calles en sentido oriente-occidente. De 1534 a 1950, de la calle Egas a la calle Chile, tomo I, Fonsal, 2004.
- Habemus Páez. Otra familia fundadora del Ecuador. 1546-2005, 2005.
- Riobamba: Una ciudad de andaluces en América, 2005, ISBN 978-9978-44-579-2.
- Calles, casas y gente del Centro Histórico de Quito. Protagonistas y calles en sentido oriente-occidente. De 1534 a 1950, de la calle Espejo a la calle Bolívar, tomo II, Fonsal, 2006.
- Calles, casas y gente del Centro Histórico de Quito. Protagonistas y calles en sentido oriente-occidente. De 1534 a 1950, de la calle Rocafuerte a la calle Portilla, tomo III, Fonsal, 2006.
- Rincones que cantan. Una geografía musical de Quito, Fonsal, 2006.
- Los nudos del poder. Estudio histórico sobre las familias Villavicencio y Chiriboga en el Ecuador y sus imbricaciones con el poder político, económico, social y cultural, 2007.
- Calles, casas y gente del Centro Histórico de Quito. Protagonistas de la Plaza Mayor y la Calle de las Siete Cruces, 1534-1950, tomo IV, Fonsal, 2008.
- Calles, casas y gente del Centro Histórico de Quito. Protagonistas y calles en sentido sur-norte, de 1534 a 1950, de la calle Quiroga a la calle Cuenca, tomo V, Fonsal, 2008. ISBN 978-9978-366-09-7.
- Calles, casas y gente del Centro Histórico de Quito. Protagonistas y calles en sentido occidente-oriente, de 1534 a 1950. Calles Benalcázar, Venezuela y Vargas, tomo VI, Fonsal, 2009. ISBN 978-9978-366-10-3.

### Artículos
Jurado ha publicado miles de artículos sobre varios temas: psiquiatría, música, arte, historia, crítica historiográfica y, como no, genealogía, entre otros. Aquí constan apenas unos cuantos.
- "Ascendientes del Dr. Joaquín Suárez de Villacreses", 1980.
- Aportes inéditos para el estudio de la Economía en Quito en los años 1593-1595”. Quito: Boletín Histórico. N.-19-20.
- "Los Alfaro en el Ecuador y España", en Sociedad Amigos de la Genealogía, vol. 1, págs. 43-113, 18 ilustraciones y cuatro apéndices, 1983.
- "La historia anecdótica y la genealogía: homenaje a doña Blanca Martínez de Tinajero", en Sociedad Amigos de la Genealogía, vol. 1, pág. 124, 1983.
- "Homenaje a Atahualpa en los 450 años de su muerte", presentación de Sociedad Amigos de la Genealogía, vol. 2, págs. 3 y 4, 1983.
- "Un pariente desconocido de Santa Teresa en América", primera parte, en Sociedad Amigos de la Genealogía, vol. 2, págs. 115-234, seis gráficos y dos tablas genealógicas, 1983.
- "Homenaje a don Carlos Jaramillo Vintimilla", en Sociedad Amigos de la Genealogía, vol. 5, págs. 5-11, 1984.
- "Discurso de bienvenida al Dr. Rodolfo Pérez Pimentel en la Academia Nacional de Historia", Boletín de la Academia Nacional de Historia, Quito, 1986, 68 (145-146): 121-126.
- "Discurso de bienvenida al Dr. Ricardo Descalzi en la Academia de Historia", Boletín de la Academia Nacional de Historia, Quito, 1986 68 (145-146): 141-148.
- "Pedro Robles Chambers: decano de los genealogistas ecuatorianos, 1912-1986", Boletín de la Academia Nacional de Historia, Quito, 1986 69 (145-146): 264-292.
- "La inmigración de venezolanos a Ecuador entre los siglos XVI al XX", II Encuentro Internacional de Historiadores, La Cocha, Colombia, octubre 1989, Estudios históricos genealógicos, 7 (47): 2-17.
- "Cristóbal de Gangotena". Quito: II Encuentro Internacional de Historiadores. (La Cocha-Colombia), octubre 1989. Estudios Históricos Genealógicos. 7 (47): 101-131.
- Discurso pronunciado por el Dr. Fernando Jurado Noboa en el lanzamiento del libro Arte rupestre del padre Pedro Porras Garcés, Quito: II Encuentro Internacional de Historiadores. (La Cocha-Colombia), octubre 1989. Estudios Históricos Genealógicos. 7 (47): 132-135.
- "Parentesco, clase y formación de clases sociales de Ambato siglo XVI a 1930". En: Jornadas de Historia Social XII Ecuatorianas y III Colombo-Ecuatorianas. Ambato: Casa de Montalvo, 1991. pp. 237-279.
- "Vida cotidiana en Guano entre 1855 y 1868", Boletín de la Academia Nacional de Historia, Quito, 2003, 82 (173): 76-100.
- "El destino doble de la élite indígena", Boletín de la Academia Nacional de Historia, Quito, 2003, 82 (173): 115-124.
- "Bienvenida a la Sra. Grecia Vasco de Escudero", Boletín de la Academia Nacional de Historia, Quito, 2003, 82 (173): 299-300.
- "Bienvenida al Dr. Claudio Mena Villamar". Boletín de la Academia Nacional de Historia. 82 (173), Quito, 2003, págs. 345, 346.
- "Documentos de Eugenio Espejo y de Luis A. Martínez", Boletín de la Academia Nacional de Historia. 82 (173), Quito, 2003, págs. 639-644.
- "Los Gómez en Esmeraldas: una vieja familia que se remonta a 1813", Esmeraldas, Punto de Vista con Voz Propia, edición especial, 2004-2014, X Aniversario, págs. 9-12, 2014.